# Папський арбітраж
Папський арбітраж італ. Arbitrato Papale — форма міжнародного арбітражу, який використовувався між ворогуючими римо-католицькими країнами, де Папа Римський намагається привести обидві сторони до миру [5].

## Приклади папського арбітражу
- посередницька місія Святого Престолу у франко-пруській війні в 1870 р. [1. с.125],
- арбітраж у конфлікті між Німеччиною та Іспанією з питань володіння Каролінськими островами у 1885 р. [1. с.125],
- посередництво у спорі між Великою Британією і Португалією з питань кордонів Конго у 1890 р.[1. с.125],
- посередництво у прикордонному конфлікті між Перу і Еквадором у 1893 р., що дозволило запобігти війні [1. с.125],
- посередництво за проханням Великої Британії і Венесуели у визначенні кордонів Гаяни в 1894 р. [1. с.125],
- акція «добрих послуг» у 1898 р. у війні між Іспанією і США [1. с.125],
- арбітраж у прикордонному конфлікті між Аргентиною і Чилі в 1900–1903 рр.[1. с.125],
- угода 1905 р. про постійний арбітраж Святого Престолу у відносинах між Колумбією і Перу [1. с.125]
- арбітраж з питань визначення кордонів між Колумбією і Еквадором у 1906 р. [1. с.125],
- посередництво ватиканських легатів в конфлікті у протоці Бігль між Аргентиною та Чилі 1978-1984 рр. [2. с.59-69]
- посередництво папських легатів задля звільнення у 2010 й 2011 роках кубинських дисидентів (які перебували в ув’язненні з 2003 р.) [4] та ватиканський арбітраж при налагодженні відносин між США та Кубою 2014 р. [3. с.61]